# Maja Vtič
Maja Vtič est une sauteuse à ski slovène, née le 27 janvier 1988 à Novo mesto, en Yougoslavie. Elle est membre du club « SD Zabrdje ». Elle est notamment troisième de la Coupe du monde en 2016.

## Parcours sportif

### Débuts
Elle commence sa carrière internationale en 2003 dans des épreuves de la FIS, obtenant ses premiers podiums en 2004 à Saint-Moritz.

### Coupe continentale, Championnats du monde junior et aux Championnats du monde 2011
En août 2004, elle rejoint l'élite du saut à ski féminin dans la première saison de Coupe continentale, avec des débuts à Park City (18e). En février 2005, elle est déjà deuxième à Baiersbronn pour monter sur son premier podium. Elle conclut l'hiver au huitième rang au classement général.
Le 17 mars 2007, lors du championnat du monde junior de Tarvisio, disputé à Planica pour cause de manque de neige, Maja Vtič réalise le plus long saut de la première manche ; elle est toutefois devancée au classement par Lisa Demetz et Carina Vogt ; lors de la deuxième manche, elle est devancée par Katie Willis qui prendra l'argent, et Lisa Demetz qui prend l'or, elle garde le bronze devant Vogt.
Le 28 février 2008 à Zakopane, Maja Vtič prend la 15e place, remontant de la 19e position grâce au 12e saut de la deuxième manche. 
La saison 2008 est sa meilleure durant ses années junior, montant sur trois podiums en Coupe continentale dont une fois sur la plus haute marche à Breitenberg pour finir quatrième du classement général.
L'hiver suivant, elle gagne à Vancouver, mais se blesse plus tard à Zakopane et ne peut concourir lors de l'hiver 2009-2010.
En 2011, Maja Vtič se fait sélectionner pour ses premiers championnats du monde à Oslo, prenant la cinquième place, juste derrière sa compatriote Eva Logar, ce qui reste son meilleur résultat dans des rendez-vous majeurs.

### Coupe du monde (depuis 2012) et Jeux olympiques
La première épreuve de la Coupe du monde féminine de saut à ski 2011-2012 se tient à Lillehammer le 3 décembre 2011, Maja Vtič y prend la 42e place.
À Hinterzarten le 7 janvier 2012, elle se place 4e place d'un concours réduit à une seule manche pour causes de conditions de vent difficiles ; le lendemain, elle prend la 10e place. À Predazzo les 14 et 15 janvier elle se place 7e puis 20e ; elle est alors à la 13e place provisoire de la Coupe. En 2013, elle recule au classement, finissant seizième de la Coupe du monde.
Le 1er février 2014, elle prend la troisième place du concours d'Hinzenbach pour ce qui constitue son premier podium. Elle se qualifie alors pour le concours olympique de Sotchi, où elle prend la sixième place finale, à trois points du podium et en tant que meilleure slovène. Sixième est aussi son classement final dans la Coupe du monde cet hiver.
Aux Championnats du monde 2015 à Falun, elle se retrouve treizième en individuel et cinquième par équipes mixtes.
Lors de la saison 2015-2016, elle monte sur de multiples podiums (7) dont une victoire obtenue en Slovénie à Ljubno où elle réussit à battre d'une marge de 4 points la star de la discipline Sara Takanashi, déjà onze fois gagnante sur douze cet hiver. Troisième du général, elle est la première slovène sur le podium du classement de la Coupe du monde.
En 2016, elle devient aussi championne de Slovénie.

## Palmarès

### Jeux olympiques
| Épreuve / Édition | Sotchi 2014 |
| Individuel        | 6e          |

### Championnats du monde
| Épreuve / Édition  | Oslo 2011                        | Val di Fiemme 2013 | Falun 2015 | Lahti 2017 |
| Individuel         | 5e                               | 19e                | 13e        | 17e        |
| Par équipes mixtes | Épreuve inexistante à cette date | -                  | 5e         |            |

### Coupe du monde
- Meilleur classement général : 3e en 2016.
- 8 podiums individuels : 1 victoire, 4 deuxièmes places et 3 troisièmes places.
- 1 podium par équipes :  1 troisième place.

#### Victoires
| Année | Lieu              |
| 2016  | Ljubno (Slovénie) |

#### Classements généraux annuels
| Année | Rang |
| 2012  | 12e  |
| 2013  | 16e  |
| 2014  | 6e   |
| 2015  | 8e   |
| 2016  | 3e   |
| 2017  | 11e  |
| 2018  | 37e  |
| 2019  | 35e  |
| 2020  | 50e  |

### Championnats du monde junior
| Épreuve / Édition | Tarvisio 2007 | Zakopane 2008 |
| Individuel        | Bronze        | 15e           |

### Coupe continentale
- Meilleur classement général : 3e en 2012.
- 12 podiums, dont 3 victoires.